# Fronteira Djibuti–Etiópia
A fronteira entre a Etiópia e o Djibouti é a linha que de 349 km de extensão, que separa o oeste e o sul de Djibouti do nordeste da Etiópia. Vai do cume do Mousa Ali na fronteira tríplice Djibouti-Etiópia-Eritreia no norte até ao lago Abhe Bid Hayk no sul. Daí vai para leste até ao ponto fronteiriço triplo dos dois países com a Somália. 
Passa nas proximidades da cidade de Ali Sabieh no seu extremo leste. Separa, do norte para o sul, as regiões etíopes de Afar e Dire Dawa das regiões de Tadjourah e Dikhil até o lago Abhe Bid Hayk e no leste de Ali Sabieh.
Djibouti foi o antigo Território Francês dos Afares e Issas de 1862 até 1967. Obteve a sua independência em 1977. A Etiópia era nação independente até a conquista pela Itália em 1935. Foi tomada pelos britânicos aos italianos em 1941, na Segunda Grande Guerra. A independência veio em 1952. Esses acontecimentos e os diversos conflitos que deram origem à Eritreia marcaram essa fronteira.
O ponto de tríplice fronteira setentrional foi fixado em abril de 2002 pela comissão de demarcação de fronteira entre Etiópia e Eritreia.
Em 20 de setembro de 2020, foi inaugurado o novo ponto de entrada do corredor perto da cidade de Balho, na fronteira norte com Djibuti. Além dos postos fronteiriços em Galafi na fronteira ocidental com o Djibouti e Dewele no sudoeste, é o terceiro ponto de entrada oficial entre os dois países. Em agosto de 2022, o Mercado Comum da África Oriental e Austral anunciou o financiamento do corredor etíope-djibutiano com 3,2 milhões de euros.